# Grönaktig elenia
Grönaktig elenia (Myiopagis viridicata) är en fågel i familjen tyranner inom ordningen tättingar. Den har en vid utbredning från Mexiko söderut till norra Argentina. Fågeln minskar i antal, men beståndet anses vara livskraftigt.

## Utseende
Grönaktig elenia är en anspråkslös och oansenlig liten tyrann. Den känns igen på en kombination av avsaknad av ljusa vingband, ett smalt vitaktigt ögonbrynsstreck och en liten och övervägande mörk näbb. Olikt många andra små tyranner knycker den inte på vingar och stjärt.

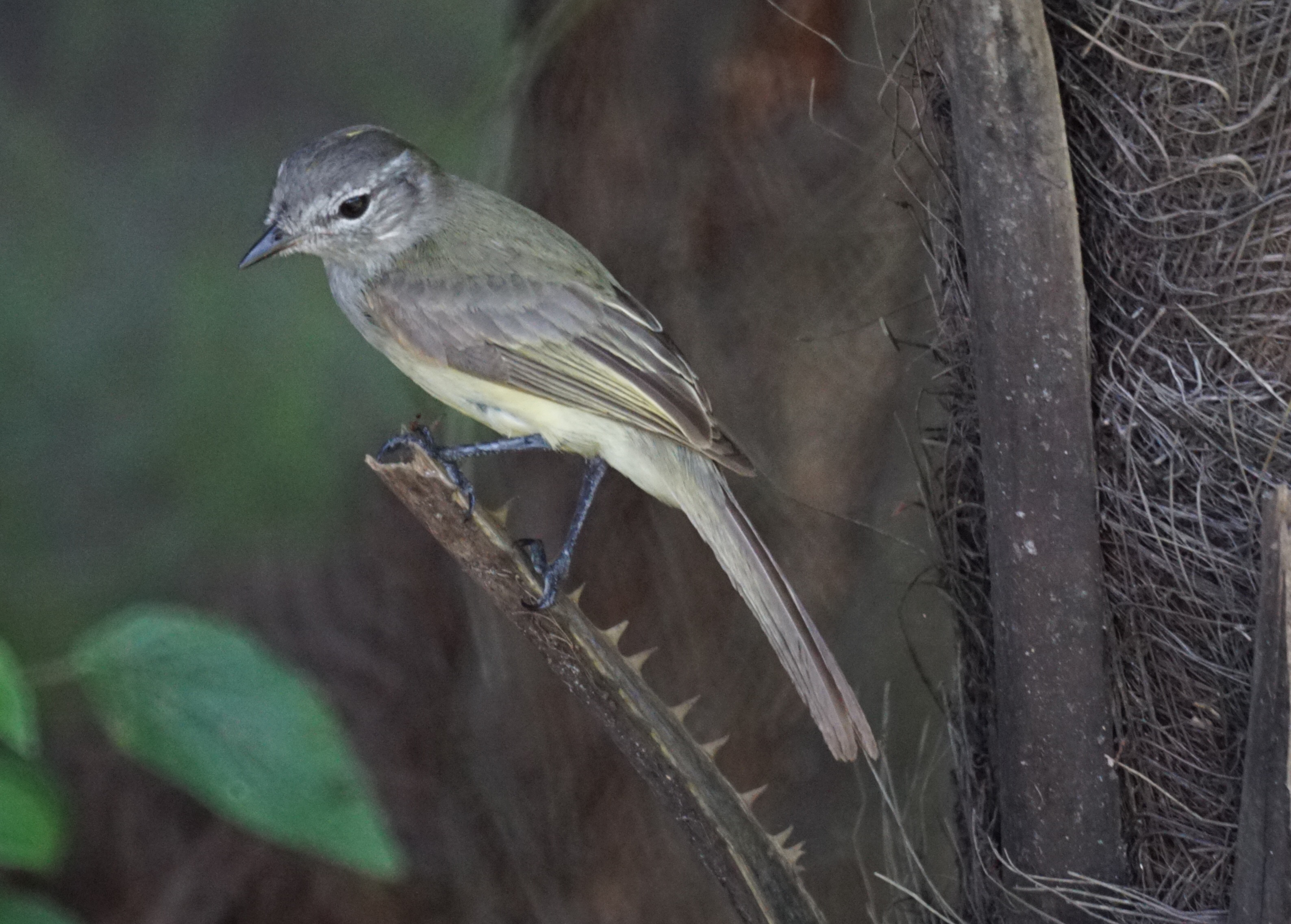

## Utbredning och systematik
Grönaktig elenia förekommer från Mexiko till norra Argentina. Den delas in två grupper av tio underarter med följande utbredning:
- minima/jaliscensis-gruppen
  - Myiopagis viridicata jaliscensis – tropiska västra Mexiko (Sinaloa och Durango till Guerrero)
  - Myiopagis viridicata minima – Islas Marías (västra Mexiko)
- viridicata-gruppen
  - Myiopagis viridicata placens – tropiska sydöstra Mexiko (Tamaulipas) till Honduras, Cozumel Island
  - Myiopagis viridicata pacifica – Stillahavslåglandet i södra Mexiko (Chiapas) till västra Honduras
  - Myiopagis viridicata accola – tropiska Nicaragua till Panama, norra Colombia och västra Venezuela
  - Myiopagis viridicata pallens – Colombia (Cundinamarca, Huila och Sierra Nevada de Santa Marta)
  - Myiopagis viridicata restricta – tropiska södra Venezuela
  - Myiopagis viridicata zuliae – Perijábergen (gränsen mellan Colombia och Venezuela)
  - Myiopagis viridicata implacens – tropiska sydvästra Colombia (Nariño) och västra Ecuador
  - Myiopagis viridicata viridicata – sydöstra Peru till östra Bolivia, östra Paraguay, norra Argentina, östra och sydöstra Brasilien

## Levnadssätt
Grönaktig elenia hittas i tropiska och subtropiska skogar. I västra Mexiko kan den också ses uppe i högländerna. Arten påträffas vanligen enstaka, sittande tystlåtet och rätt upprätt på medelhög till hög höjd i träd.

## Status och hot
Arten har ett stort utbredningsområde, men tros minska i antal, dock inte tillräckligt kraftigt för att den ska betraktas som hotad. Internationella naturvårdsunionen IUCN listar arten som livskraftig (LC).

## Namn
Elenia är en försvenskning av det vetenskapliga släktesnamnet Elaenia, som i sin tur kommer från grekiskans elaineos, "från olivolja", det vill säga olivfärgad.